# June Diane Raphael

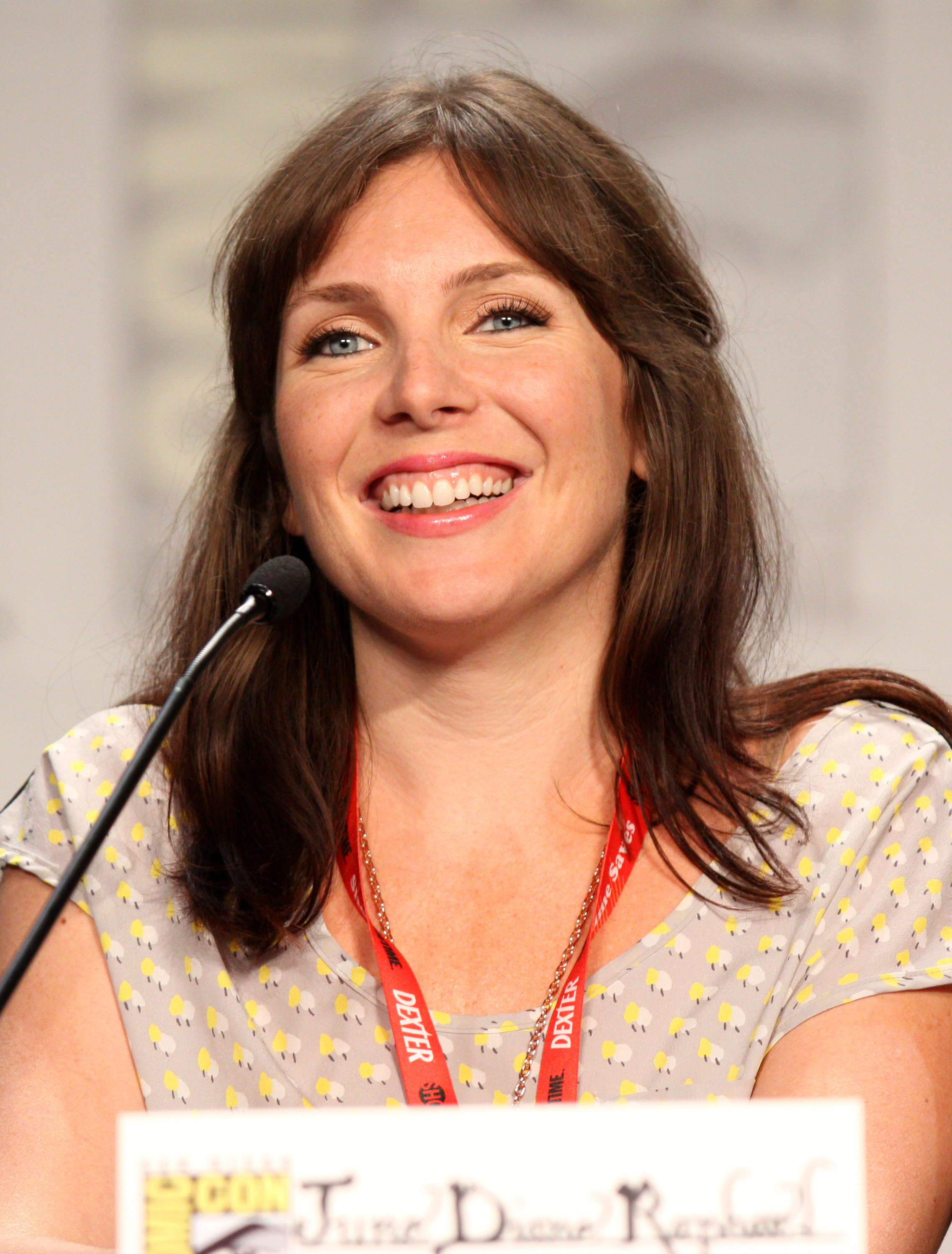
June Diane Raphael (2011)

June Diane Raphael (* 4. Januar 1980 in Rockville Centre, Town of Hempstead) ist eine US-amerikanische Schauspielerin und Drehbuchautorin.

## Leben
June Diane Raphael wuchs in Rockville Centre auf. Nach ihrem Schulabschluss an der South Side High School studierte sie an der Tisch School of the Arts und der Stella Adler Studio of Acting Schauspiel und Film. Nach ihrem Abschluss 2002 trat sie der Upright Citizens Brigade Theatre bei und konnte sich ab 2006 auch auf der Leinwand als Schauspielerin etablieren. Seitdem spielte sie in Filmen wie Zodiac – Die Spur des Killers, Nie wieder Sex mit der Ex und Year One – Aller Anfang ist schwer kleinere Nebenrollen. Gemeinsam mit der Schauspielerin Casey Wilson begann sie 2007 als Drehbuchautorin zu debütieren. Beide schrieben sieben Folgen für Creature Comforts und zwei Folgen für The Very Funny Show. 2009 erschien die gemeinsam geschriebene und von Gary Winick inszenierte Komödie Bride Wars – Beste Feindinnen, mit Kate Hudson und Anne Hathaway in den Hauptrollen.
Seit 2009 ist Raphael mit dem Schauspieler und Komiker Paul Scheer verheiratet.

## Filmografie (Auswahl)

### Schauspiel
- 2006: Channel 101
- 2007: Zodiac – Die Spur des Killers (Zodiac)
- 2008: Nie wieder Sex mit der Ex (Forgetting Sarah Marshall)
- 2009: Bride Wars – Beste Feindinnen (Bride Wars)
- 2009: Year One – Aller Anfang ist schwer (Year One)
- 2010: Verrückt nach dir (Going The Distance)
- 2010: Party Down (Fernsehserie, 2 Folgen)
- 2011–2018: American Dad (American Dad!, Fernsehserie, Stimme, verschiedene Rollen, 17 Folgen)
- 2011–2018: New Girl (Fernsehserie, 8 Folgen)
- 2011–2013: NTSF:SD:SUV:: (Fernsehserie, 35 Folgen)
- 2012: There Is No Place Like Home – Nichts wie weg aus Ocean City (Girl Most Likely)
- 2012–2013: Burning Love (Fernsehserie, 33 Folgen)
- 2013: Ass Backwards – Die Schönsten sind wir (Ass Backwards)
- 2014: The Birthday Boys (Fernsehserie, Folge 2x03)
- 2015: Unfinished Business
- 2015: Bad Night
- 2016: Lady Dynamite (Fernsehserie, 3 Folgen)
- 2015–2022: Grace and Frankie (Fernsehserie, 83 Folgen)
- 2017: Girlfriend's Day
- 2017: The Disaster Artist
- 2017–2022: Big Mouth (Fernsehserie, Stimme, 28 Folgen)
- 2018: Der Sex Pakt (Blockers)
- 2019: I’m Sorry (Fernsehserie, Folge 2x07)
- 2019: Long Shot – Unwahrscheinlich, aber nicht unmöglich (Long Shot)
- 2019: Fresh Off the Boat (Fernsehserie, Folge 5x09)
- 2020: The High Note
- 2021: Yes Day
- 2021: 8-Bit Christmas
- 2021: Die Goldbergs (The Goldbergs, Fernsehserie, 1 Folge)
- 2022: Home Economics (Fernsehserie, 2 Folgen)
- 2023: Scrambled
- 2023–2025: Abbott Elementary (Fernsehserie, 3 Folgen)
- 2023–2024: Based on a True Story (Fernsehserie, 7 Folgen)
- 2023–2024: Everything's Trash (Fernsehserie, 3 Folgen)
- 2023: Frasier (Fernsehserie, Folge 1x06)
- 2023: The Morning Show (Fernsehserie, 2 Folgen)
- 2025: Freakier Friday
- 2025: Weapons – Die Stunde des Verschwindens (Weapons)

### Drehbuch
- 2007: Creature Comforts (Fernsehserie, 7 Folgen)
- 2007: The Very Funny Show (Fernsehserie, zwei Folgen)
- 2009: Bride Wars – Beste Feindinnen (Bride Wars)
- 2013: Ass Backwards – Die Schönsten sind wir (Ass Backwards)